# Історія освоєння мінеральних ресурсів Республіки Конго
Історія освоєння мінеральних ресурсів Республіки Конго
Мідноносний пояс Центральної Африки, що простягається через Заїр (Демократична Республіка Конго (ДРК, Конго-Кіншаса), Замбію та Республіку Конго (Конго-Браззавіль), зумовив масштабну розробку родовищ міді й поліметалів. Європейці почали геологічні дослідження наприкінці XIX ст., а розробляти надра Центральної Африки — в першій чверті XX ст.
В межах мідноносної провінції відомо 150 родовищ, найбільші — Нчанга, Муфуліра, Нкана, Рон-Антелоп (Замбія), Мусоноі, Камото, Колвезі (Заїр). Середній вміст міді 3—4 %, на деяких покладах до 9 %. Тут також зосереджено «рідкіснометалічне серце Африки» (північний схід Заїру): руди тантало-ніобатів, берилію, літію та інших. На шельфі Конго — родовища нафти і газу.
До кінця колоніального періоду європейські компанії контролювали практично всю добувну галузь. Серед найпотужніших з них можна виділити такі: бельгійська «Сосьєте женераль», яка через свою дочірню компанію «ЮМОК» володіла на правах концесії територією площею в 33,7 тис. кв. км, де були зосереджені найбагатші родовища корисних копалин (мідь, золото, алмази, свинець, цинк); «GEKAMINES» (США, Велика Британія, Франція), яка виробляла в 80-х роках до 450 тис. т міді щорічно; «SODIMIZA» (Японія), «Zambia Consolidated Cooper Mines» та ін. У 1966 р. уряди центральноафриканських країн націоналізували власність багатьох компаній, в тому числі і «ЮМОК». Для контролю над видобутком, виплавкою і продажем міді та інших корисних копалин були створені державні гірничодобувні корпорації, які згодом передали значну частину видобутку ефективнішим західним компаніям. На рентабельність корисних копалин Центральної Африки значно впливає складність транспортування до портових міст.
Сучасна Республіка Конго (Конго-Браззавіль) має поклади нафти, природного газу, бітумінозних пісковиків, руд заліза, вольфраму, золота, міді, ніобію, олова, свинцю, танталу, цинку, фосфоритів, алмазів і калійних солей. В кінці XX ст. у гірничодобувній промисловості зайнято до 10 % населення країни. У структурі галузі близько 90 % додаткової вартості припадає на паливну, 10 % — на гірничорудну промисловість. На початку XXI ст. (2001 р.) видобуток нафти забезпечує 60 % ВВП країни. Головний новий проєкт у мінеральному секторі — виробництво магнію щорічно 60 тис. т.